# Millennium Tower (Tel Awiw)
Millennium Tower – biurowiec w osiedlu Ha-Kirja we wschodniej części miasta Tel Awiw, w Izraelu.

## Historia
Biurowiec wybudowano w 1999 w Południowej Strefie Biznesowej HaKirja.

## Dane techniczne
Budynek ma 25 kondygnacji i wysokość 92 metrów.
Wieżowiec wybudowano w stylu postmodernistycznym. Wzniesiono go z betonu. Elewacja jest wykonana z granitu, szkła i paneli aluminiowych w kolorach białym, szarym i granatowym.
Wykorzystywany jest jako biurowiec, w którym swoje siedziby mają firmy handlowe i biznesowe. Piętra od 18. do 22. zajmują cztery różne banki. W podziemiach umieszczono parking.